# Tristaniopsis laurina
Tristaniopsis laurina, también conocido como gomero de agua ("water gum") es un árbol nativo de Australia, donde usualmente crece cerca de la línea costera del este y a lo largo de las orillas de ríos. Es popular en cultivo, siendo fácil de reproducir y un árbol de sombra agradable. Muchos son cultivados como árboles de alineación, especialmente en Sídney.
Las flores son amarillas brillantes y similares a aquellas de los llamados árboles del té del (género Leptospermum).

## Sinonimia
- Melaleuca laurina Sm., Trans. Linn. Soc. Londres 3: 275 (1797).
- Tristania laurina (Sm.) R.Br. in W.T.Aiton, Hortus Kew. 4: 417 (1812).
- Tristania bakeriana Gand., Bull. Soc. Bot. France 65: 27 (1918).[1]